# جلسة استماع
في القانون، جلسة الاستماع (بالإنجليزية: Hearing)‏، هي دعوى أمام المحكمة أو هيئة أخرى لصنع قرار لوكالة حكومية أو لجنة برلمانية. وتتميز بأنها عادةً ما تكون أقصر وغالباً ما تكون أقل رسمية. وأثناء الدعاوى القضائية، تعقد جلسات استماع لترتيب مرافعات شفوية دعماً لحظر الملاحقة القضائية، سواءً لحل قضية دون محاكمة أخرى. والقضية إما لموجز الجملة، أو لاتخاذ قرار بشأن المسائل القانونية، مثل مقبولية الأدلة، التي ستحدد كيفية إجراء المحاكمة. ويمكن أيضاً تقديم أدلة محدودة وكذلك شهادات في جلسات الاستماع لاستكمال الحجج القانونية.

## أنواع
- جلسات استماع برلمانية: مثل تلك الحاصلة في الكونغرس الأمريكي.
- جلسات استماع تمهيدية: هي إجراء يعقد لتحديد ما إذا كان يوجد دليل كافي لإجراء محاكمة بعد تقديم المدعي لشكوى جنائية.